# Románia hadereje

## Romániahaderejének néhány összefoglaló adata
- Katonai költségvetés: 995 millió amerikai dollár (2002), a GDP 2,47%-a 2002-ben. A román védelmi kiadások 2007-re 1,2 milliárd amerikai dollárra emelkednek a 2006-os 1,06 milliárd amerikai dollárról.
- Teljes személyi állomány: 112 000 fő 2005-ben, ebből 97 000 aktív. 2007-re 90 000 fő, ebből 15 000 fő közalkalmazott, 70 250 fő szárazföld, 11 250 fő légierő, 7000 fő haditengerészet. 2017-re 80 000 főt terveznek.
- Tartalék: 1 000 000 fő
- Mozgósítható lakosság: 5 061 984 fő, ebből 4 076 288 fő alkalmas katonai szolgálatra 2016-ban.
- Románia hadseregét nagyon szerencsésnek tartják, mivel az országon belül megtalálható az összes bevetési hely (síkság, domb, hegy, tenger stb.).

### Korszerűsítések, eszközbeszerzések
A román védelmi minisztérium 2016. szeptember 20-án 82,5 millió euró értékben írt ki beszerzési pályázatot páncélozott, négykerék-meghajtású, legfeljebb 7,5 tonnás össztömegű, négy fő szállítására képes gépjárművekre.

## Szárazföldi erő

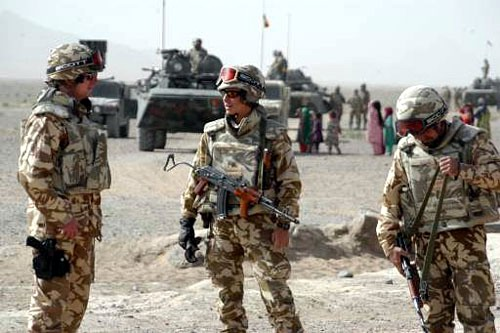
Román csapatok Afganisztánban.

Állomány: 74 000 fő

### Szervezete
3 hadtest törzs:
- 1 hadtest gyorsreagáló feladatú (megszervezés alatt)

Alárendeltségében: 3 gépesített, 1 harckocsi., 1 hegyi, 1 légideszant, 1 tüzér, 1 légvédelmi tüzér és 1 műszaki dandár.
- 2 hadtest területvédelmi (territoriális) feladatú: (szervezete kialakítás alatt)

Alárendeltségében: 1 harckocsi, 6 gépesített, 2 hegyi, 2 tüzér, 2 légvédelmi tüzér és 1 műszaki dandár
- Feltöltöttségük:
  - egyharmad: 100%-os
  - egyharmad: 50-70%-os
  - egyharmad pedig 15-20%-os.

### Fegyverzete
- 333-343 db harckocsi (rendszerben):
  - 300 db TR–85 "Bison"
  - 30-40 db T–72
  - 3 db TR–125 prototípus
- 2026 db páncélozott szállító, páncélozott harcjármű:
  - 70 db TAB B33 Zimbru
  - 165 db TAB-77
  - 970 db TAB-71
  - 390 db TAB-79
  - 400 db MLI–84 "Jder" (ebből 99 db-ot modernizáltak a típus M verziójára, amely Spike LR páncéltörő rakétákkal van felszerelve)
  - 31 db Piranha IIIC (12,7 mm-es fegyverzettel rendelkeznek)
  - kb. 100 db HMMWV
  - kb. 60 db URO VAMTAC (spanyol, a HMMWV-hez hasonló)
- 1130 db tüzérségi löveg:
  - 258 db 122 mm-es M30-as
  - 114 db 152 mm-es M85-ös
  - 330 db 152 mm-es M81-es
  - 6 db 122 mm-es 2SZ1-es önjáró
  - 42 db 122 mm-es Mod.89-es önjáró
  - 360 db 120 mm-es M82-es aknavető
  - 20 db Apra 40-Larom (BM–21 Grad)
  - ismeretlen számú Styx/Rubezh föld-föld rakéták
  - ismeretlen számú ATROM önjáró teherautóra telepített 120 mm-es löveg
- 227 db páncéltörő rakéta indító:
  - 53 db 9P122 indító
  - 120 db 9P133 indító
  - 54 db 9P148 indító
  - ismeretlen számú Rafel Spike LR indító kézi változatban, az IAR Puma helikopterekre szerelve és MLI-84 járműveken
- légvédelmi rakéta indítók:
  - 2K12 Kub (SA-6)
  - 9K33M3 Osza-AKM/SA-8B
  - CA-95
  - CA-94
  - ismeretlen számú (de több tucatnyi) Hawk rakéta indító (Hollandiától beszerezve)
- légvédelmi gépágyúk:
  - 72 db Oerlikon 2X35mm
  - 300 db 30 mm-es AA
  - 250 db 57 mm-es AZP S-60
  - 43 db Flakpanzer Gepard, ebből 42 működőképes (egyrészük légvédelmi rakétákkal is fel van szerelve)

### Átalakulások a román szárazföldi erőknél
A Román Fegyveres Erők korszerűsítését 2007-re tervezik végrehajtani. A korszerűsítés során jelentős létszámcsökkentéseket terveznek. Jelenleg nem tudni, a fentebb említett eszközök közül mennyi hadrafogható. A jelenlegi harckocsik jó fejlettségi szinttel rendelkeznek, ám a páncélozott járművek fejlesztésekre szorulnak.

## Légierő, légvédelem
Jelenleg a Román Légierő (románul: Forțele Aeriene Române), Románia egyik legfontosabb fegyverneme, bár ezzel egyúttal, nem csak Románia, de Európa legelhanyagoltabb fegyverneme is. Jelentős fejlesztésekre szorul, bár nagyobb problémát okoz, hogy nincs pénz az eszközök karbantartására.
Állománya: 13 250 fő (2007-re)

### Fegyverzete
Repülőgépek
- 110 db felújított MiG–21 Lancer (ebből több lezuhant és körülbelül 40 darab bevethető igazán) - lecserélik 48 db modern vadászgépre (Gripen, F–35, Eurofighter vagy F-16)
- 4 db C–130 Hercules szállító repülőgép
- 4 db An–26 szállító repülőgép
- 1 db An–30 felderítő repülőgép
- 9 db An–2 Colt szállító repülőgép
- 8 db C–27J Spartan szállító (beszerzés alatt)
- 1 db Boeing 707 személyszállító repülőgép

Helikopterek
- 90 db IAR–330 Puma szállítóhelikopter (nincs információ, hogy ebből mennyit tudnak használni)
- 23 db IAR–330 Puma SOCAT modern támadó-szállító helikopter Spike LR páncéltörő rakétákkal és sisakba épített célzórendszerrel, THL-20 20 mm-es forgatható gépágyúval (eredetileg 25 volt, de 1 db egy tóba zuhant és 1 db sorsa ismeretlen)
- 16 db IAR–316 Puma oktató helikopter
- 16 db IAR–99 Soim (Hawk) gyakorlógép/könnyű támadó (a Hawk-hoz hasonló)
- 2003-tól a MiG–29-eseket kivonták a nagy fenntartási költség miatt.

Megjegyzés: '90-es években feltevődött 98 AH–1 Cobra támadóhelikopter beszerzése is, de végül 24 Puma helikoptert modernizáltak 'Puma Socat'-re
UAV/felderítő robotrepülőgépek
- 10 db RQ–7 Shadow (eredetileg 11 db volt, de 1 lezuhant)

A légierőnél a repülési időt 100-160 órára akarják növelni.

## Haditengerészet

A Román Haditengerészet emblémája.

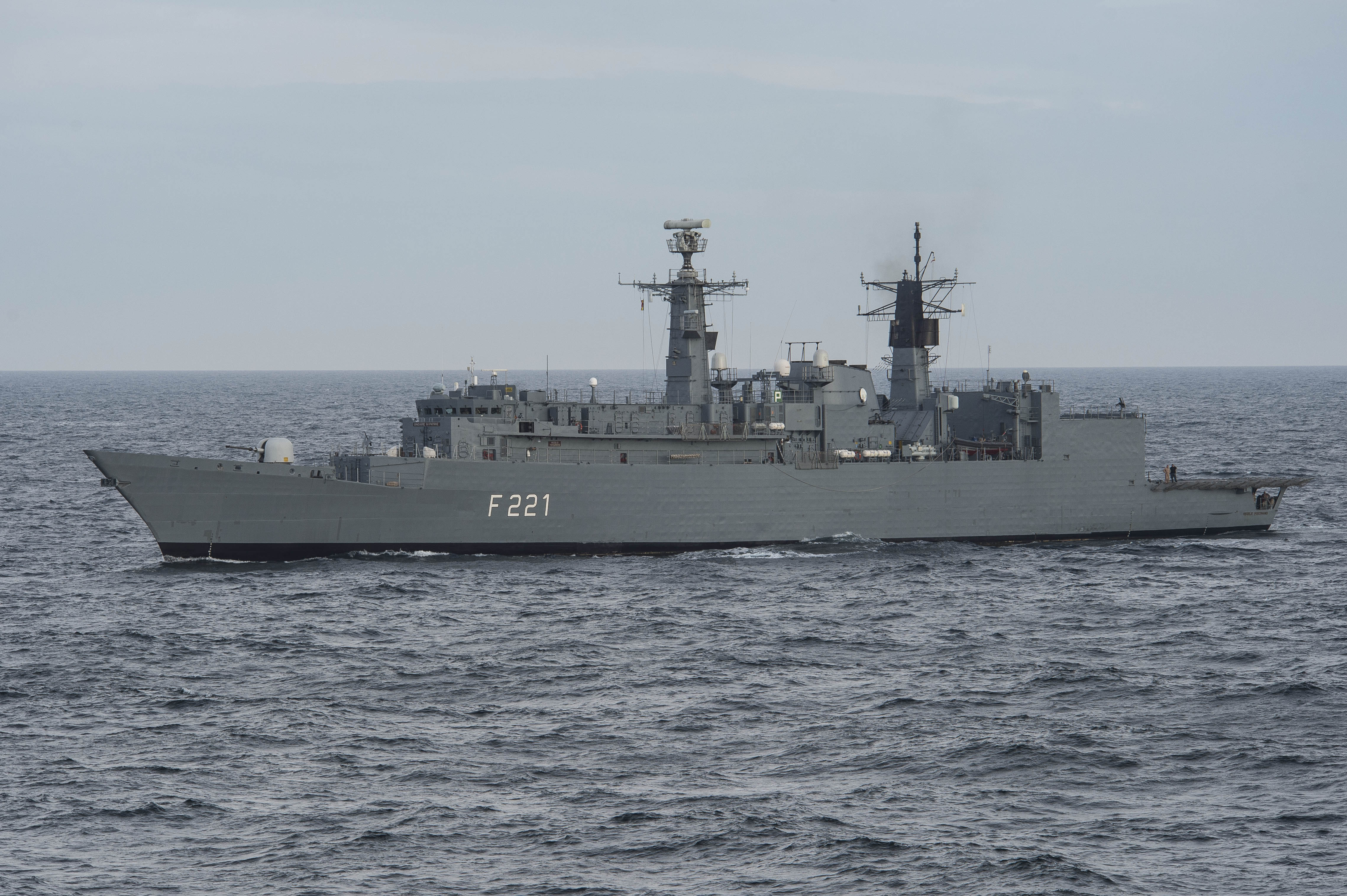
A Román Haditengerészet zászlóshajója, a Regele Ferdinand fregatt (Type-22-es típusú, egykori HMS Coventry, F98 angol fragatt).

Állománya: 6800 fő

### Fegyverzete
Hajóállomány
- 1 db romboló
- 6 db fregatt
- 38 db őrhajó és partvédelmi hajó
- 18 db aknarakó-szedő
- 13 db vegyes feladatú

### Haditengerészeti légierő
Eszközök
- 7 db harci helikopter

### Tengerészgyalogság
- 1 zászlóalj

Eszközök
- 4 db páncélozott szállító jármű
- 5 zászlóalj